# NGC 5669
NGC 5669 est une galaxie spirale barrée située dans la constellation du Bouvier. Sa vitesse par rapport au fond diffus cosmologique est de 1 593 ± 16 km/s, ce qui correspond à une distance de Hubble de 23,5 ± 1,7 Mpc (∼76,6 millions d'al). NGC 5669 a été découverte par l'astronome germano-britannique William Herschel en 1784.
La classe de luminosité de NGC 5669 est III-IV et elle présente une large raie HI.
À ce jour, une vingtaine de mesures non basées sur le décalage vers le rouge (redshift) donnent une distance de 19,095 ± 6,651 Mpc (∼62,3 millions d'al), ce qui est à l'intérieur des valeurs de la distance de Hubble. Notons cependant que c'est avec la valeur moyenne des mesures indépendantes, lorsqu'elles existent, que la base de données NASA/IPAC calcule le diamètre d'une galaxie et qu'en conséquence le diamètre de NGC 5669 pourrait être d'environ 30,8 kpc (∼100 000 al) si on utilisait la distance de Hubble pour le calculer.
Selon un article publié par Steven D. Peterson en 1979, NGC 5666 et NGC 5669 forment une paire de galaxies. Cependant, NGC 5669 est beaucoup plus près de la Voie lactée que NGC 5666. Il s'agit donc d'une paire optique et non d'une paire réelle de galaxies. 

## Supernova
La supernova SN 2013ab a été découverte dans NGC 5669 le 17 février 2013 dans le cadre du programme LOSS (Lick Observatory Supernova Search) de l'observatoire Lick. Cette supernova était de type IIP.

## NGC 5669 et l'amas de la Vierge III
Selon le site WEB « Un Atlas de l'Univers » écrit par Richard Powell, l'amas de la Vierge III renferme huit groupes de galaxies (de NGC 5248, de NGC 5364, de NGC 5506, de NGC 5566, de NGC 5638, de NGC 5746, de NGC 5775 et de NGC 5846) ainsi que 13 galaxies qui ne font pas partie de ces groupes. NGC 5669 est l'une de ces galaxies.